# Graswurzelrevolution

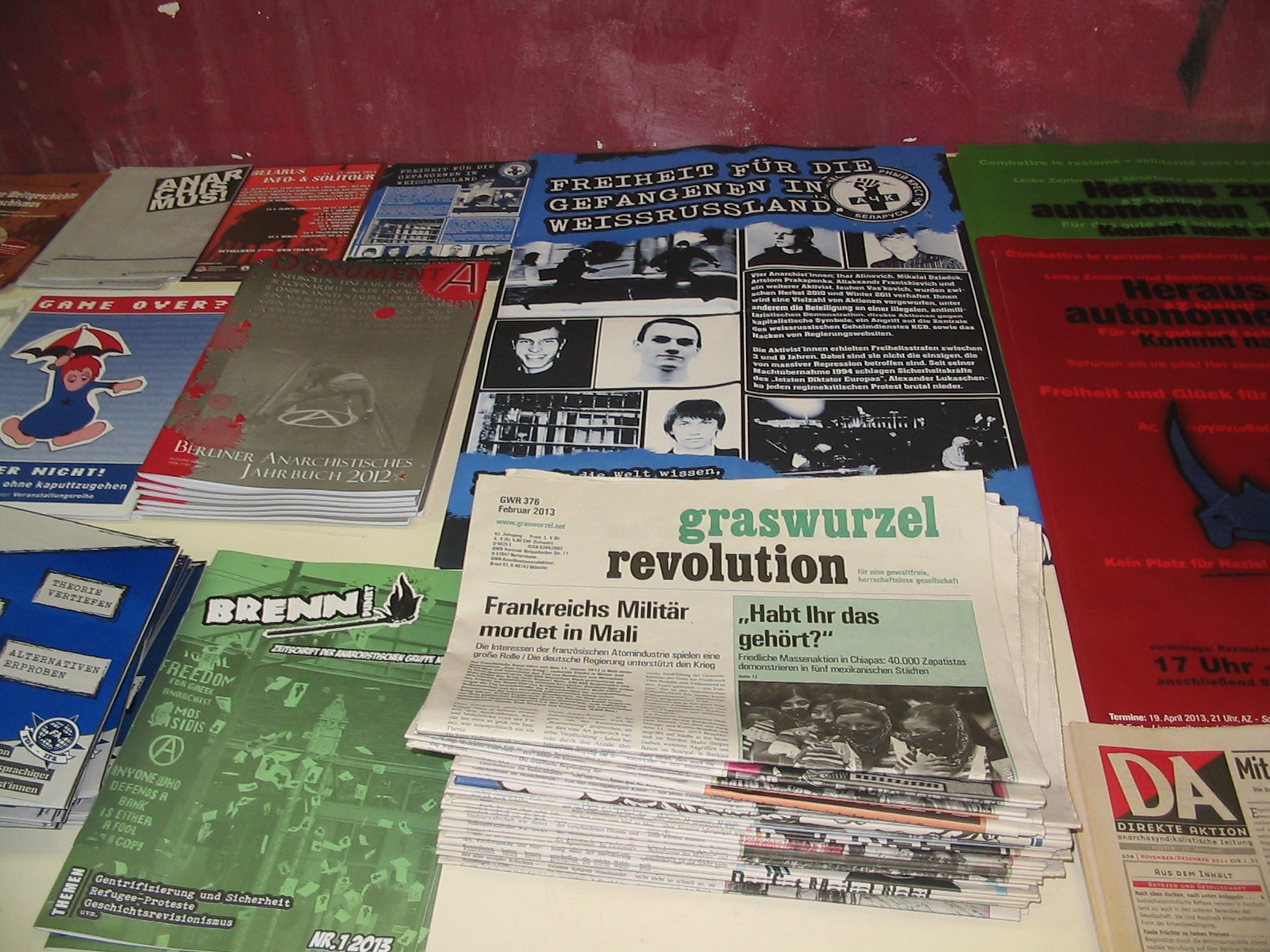
Graswurzelrevolution zwischen anderen anarchistischen Medien

Graswurzelrevolution (GWR) ist eine anarchopazifistische Zeitschrift, die sich seit Gründung 1972 als ein Sprachrohr der internationalen Graswurzelbewegung im deutschsprachigen Raum versteht. Sie trägt den Untertitel „für eine gewaltfreie, herrschaftsfreie Gesellschaft“. Nach ihrem Selbstverständnis tritt sie für gewaltfreie gesellschaftliche Veränderungen ein, wobei die inhaltlichen Schwerpunkte insbesondere auf den Themenbereichen Gleichberechtigung, Antimilitarismus, Ökologie und Antifaschismus liegen. Sie ist das langlebigste Periodikum des Anarchismus in Deutschland und gilt als einflussreichste anarchistische Zeitschrift der deutschen Nachkriegszeit.

## Geschichte und Inhalte
Die erste Ausgabe („Nullnummer“) der Zeitschrift wurde im Sommer 1972 von der „Gewaltfreien Aktion Augsburg“ herausgegeben, einem kleinen Kreis libertärer Pazifisten um den Augsburger Studenten Wolfgang Hertle. Ab der dritten Ausgabe im Frühjahr 1973 erschien das Blatt in Berlin, später wurde es in verschiedenen Städten Deutschlands produziert. Wechselnde Redaktionen erstellten die GWR in Göttingen (Nr. 20/21/1976 – Nr. 28/1978), in Hamburg (Nr. 29/1978 bis Nr. 123/Feb. 1988), in Heidelberg (Nr. 124/Mai 1988 bis Nr. 167/Sommer 1992), im wendländischen Wustrow (Nr. 168/Sept. 1992 bis Nr. 201/Okt. 1995) und in Oldenburg (Nr. 202/November 1995 bis Nr. 235/Januar 1999). Seit März 1999 (Nr. 237 ff.) wird die Zeitschrift in Münster im Eigenverlag (Verlag Graswurzelrevolution e. V.) herausgegeben und presserechtlich von Koordinationsredakteur Bernd Drücke verantwortet.

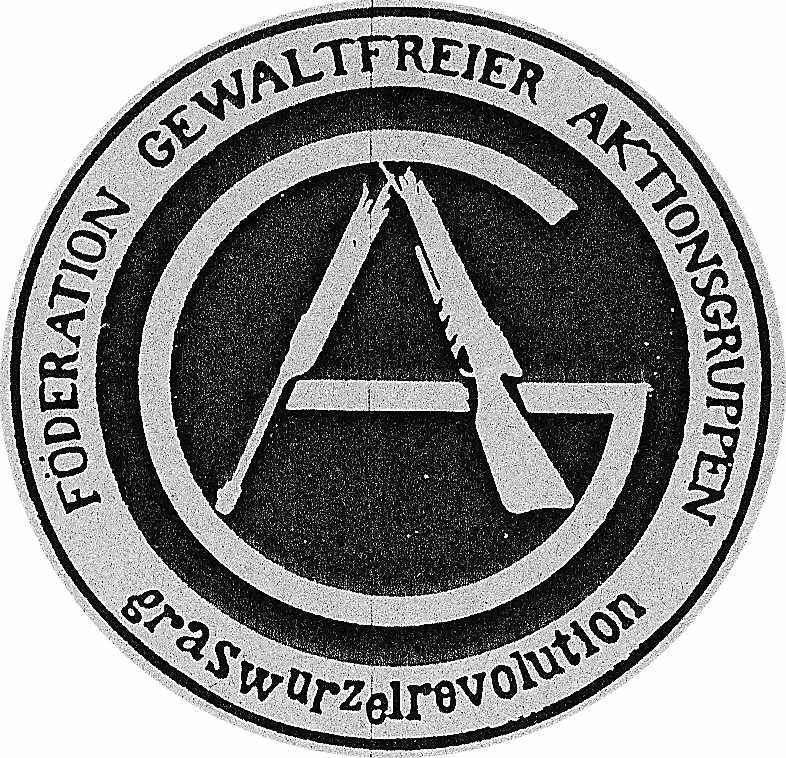
In den 1980er Jahren gemeinsam mit der Föderation Gewaltfreier Aktionsgruppen (FöGA) verwendetes Logo mit einer zum »A« stilisierten Variante des zerbrochenen Gewehrs

Von 1972 bis 1981 erschien die GWR in wenig regelmäßigen Abständen etwa vierteljährlich, seit 1981 erscheint sie regelmäßig (bis heute) monatlich, mit einer zweimonatlichen Erscheinungspause im Sommer. Von 1981 bis 1987 wurde die Zeitschrift von der Föderation Gewaltfreier Aktionsgruppen (FöGA) herausgegeben, danach wieder von einem unabhängigen Herausgeberkreis.
Die GWR ist Mitglied beim linken Politik- und Wissenschaftsportal Linksnet und seit 1973 assoziiertes Mitglied der War Resisters’ International.
Der Verlag Graswurzelrevolution mit Sitz in Heidelberg gibt auch Bücher zu Themen wie Theorie und Praxis des Anarchismus und Pazifismus heraus.
Die Geschichte der Graswurzelrevolution „muss im politischen und historischen Kontext mit der Entwicklung des libertären Pazifismus gesehen werden“, so der spätere Koordinationsredakteur Bernd Drücke 1998 in seiner Dissertation: „In den zwanziger Jahren hatte die anarchistisch-pazifistische Bewegung in Deutschland zahlreiche Periodika wie Junge Anarchisten (1923–1931) und Die Schwarze Fahne (1925–1929) hervorgebracht. 1933 wurde die Bewegung zerschlagen, die libertär-antimilitaristische Literatur, wie z. B. ‚Krieg dem Kriege‘ von Ernst Friedrich, das meistverbreitete antimilitaristische Buch der zwanziger Jahre, war unmittelbar nach der Machtübernahme durch die Nationalsozialisten verboten worden. Es fiel den Bücherverbrennungen zum Opfer und wurde erst nach 1968 wieder neu entdeckt und verlegt. Nach 1945 war die Tradition des libertären Antimilitarismus weitgehend in Vergessenheit geraten. Die Nazis hatten nicht nur zahllose Menschen, sondern auch viele Erinnerungen vernichtet. So verfügte die, u. a. durch den indischen Politiker Mahatma Gandhi beeinflusste, gewaltfreie Bewegung im Nachkriegsdeutschland über wenig libertäre Anknüpfungspunkte. Die Geschichte und Tradition einer anarchistisch-pazifistischen Bewegung in Deutschland war ihr nicht bewusst. In der Zeit des kalten Krieges entstand in der Bundesrepublik zwar eine Massenbewegung gegen Remilitarisierung, Aufrüstung und Atombewaffnung, jedoch blieb der Einfluss anarchistischer Gruppen auf die pazifistische Bewegung kaum wahrnehmbar. Die gewaltfreien AktivistInnen in der Bundesrepublik waren während der fünfziger und sechziger Jahre zum großen Teil entweder christlich oder etatistisch-sozialistisch orientiert. Das begann sich erst ab Mitte der sechziger Jahre zu ändern, mit Gründung der ersten Graswurzelgruppen. Sie wurden nicht zuletzt durch französische, schweizerische, britische und US-amerikanische AktivistInnen und Publikationen aus dem Umfeld der international vernetzten War Resisters’ international (WRI) beeinflusst. (…) Im Jahre 1965 gründete Wolfgang Zucht gemeinsam mit anderen Menschen aus Hannover die libertär-pazifistische 'Direkte Aktion, Blätter für Anarchismus und Gewaltlosigkeit’ (Untertitel). Dieses hektographierte ‚Organ gewaltfreier Anarchisten‘ (Untertitel) wurde monatlich bis 1966 als Zeitschrift zur Theorie und Praxis des gewaltfreien Anarchismus publiziert.“
In Konzept und Ausrichtung wurde die GWR inspiriert durch die im frankophonen Sprachraum von der gleichnamigen Gruppe verbreitete gewaltfrei-anarchistische Anarchisme et Nonviolence (Lausanne, 1964–1967) und die seit 1936 in London erscheinende Peace News.

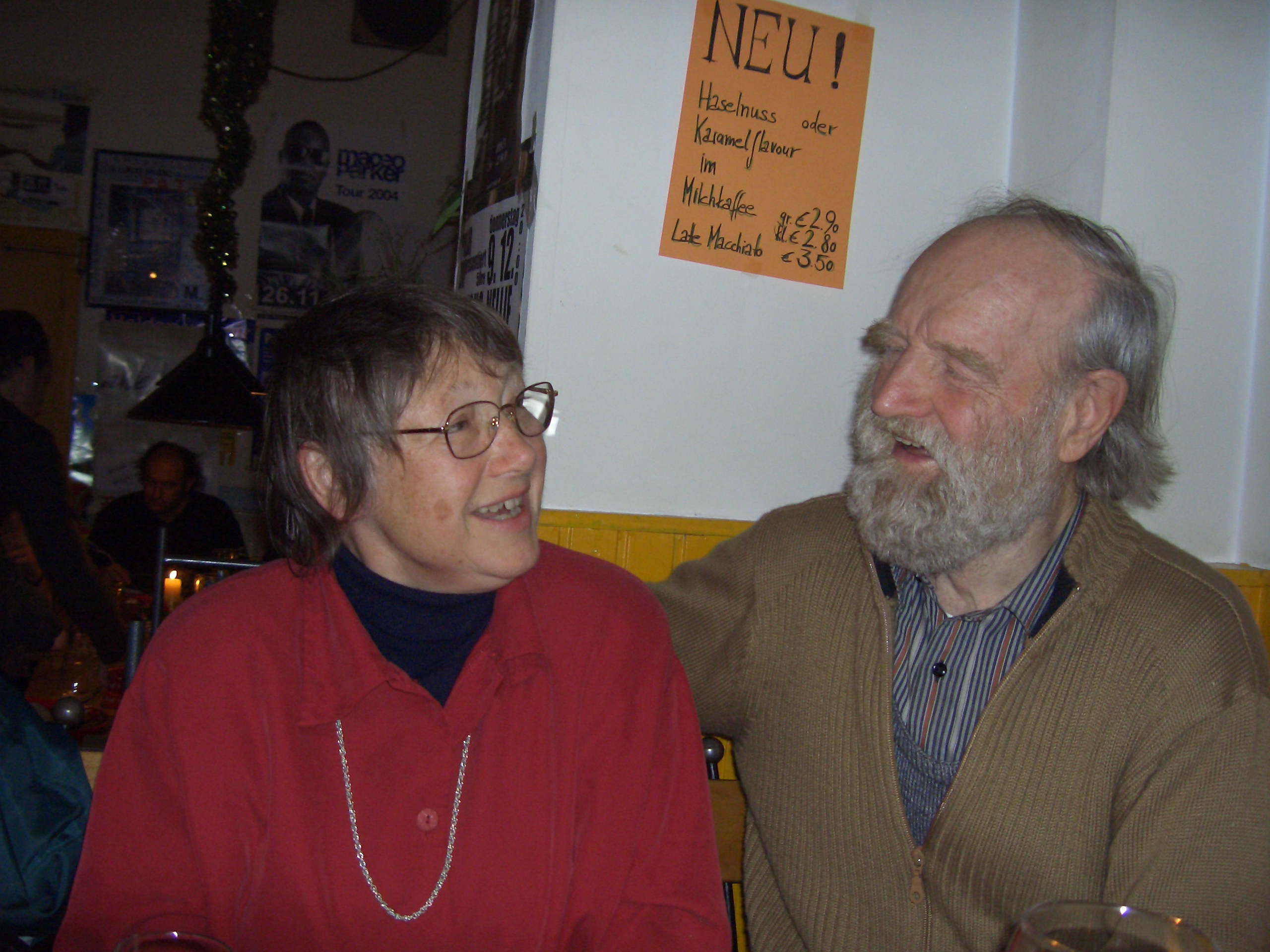
Helga Weber und Wolfgang Zucht (2004), ab 1974 Mitherausgeber der Graswurzelrevolution

1974 wurde bei einem Treffen gewaltfreier Aktionsgruppen in Bückeburg die Graswurzelwerkstatt gegründet. Wolfgang Zucht und Helga Weber in Kassel übernahmen die Koordinierungsarbeit im losen Netzwerk, was auch der Zeitschrift eine festere politische Basis gab. 1976 folgte die Versandbuchhandlung und der Verlag Weber & Zucht.
Entsprechende Gruppen sind auch in der Gegenwart in der Friedensbewegung, bei Aktionen von Atomkraftgegnern, zum Beispiel gegen die Castortransporte oder in der Bewegung der Globalisierungskritiker aktiv. Berichte über Aktionen des Zivilen Ungehorsams stellen neben theoretischen Artikeln einen wesentlichen Anteil an der Berichterstattung der GWR.
Der Zivildienst wurde von Anarchisten ebenso wie der Wehrdienst als „staatlicher Zwangsdienst“ abgelehnt. Daher gehörte die Berichterstattung über Fälle von Totalverweigerung ebenso zu den Themenschwerpunkten.
Zu den inhaltlichen Schwerpunkten der Zeitschrift gehören die Themen Gleichberechtigung, Ökologie, Antimilitarismus und seit etwa Mitte der 2010er Jahre verstärkt der Antifaschismus, insbesondere im Zusammenhang mit der AfD.
2022 feierte die Graswurzelrevolution auf der Anarchistischen Buchmesse in Mannheim ihren 50. Geburtstag. Die Auflage lag 2022 bei 3000 Exemplaren, ab 2023 nach eigenen Angaben wieder bei 3500 bis 4000.

## Struktur und Vertrieb
Die GWR erschien bis zur Nummer 396 (Februar 2015) mit einem Umfang von mindestens 20 Seiten im Berliner Format. Seit März 2015 (Nummer 397) erscheint sie nach einem Relaunch im neuen Design und mit jeweils 24 Seiten im Berliner Format. Ihre Auflage beträgt seit ihrem Bestehen etwa 3000 bis 3500 Exemplare pro Einzelausgabe. Während der Proteste gegen den NATO-Doppelbeschluss in den frühen 1980er Jahren erreichte sie eine monatliche Auflage von etwa 5000 Stück. In der Gegenwart werden noch die Oktober-Ausgaben, denen seit 1989 das Supplement Libertäre Buchseiten anlässlich der Frankfurter Buchmesse beiliegt, in dieser Auflagenhöhe verlegt.
Seit 2013 erscheint auch zur Leipziger Buchmesse eine Ausgabe der Libertären Buchseiten mit 5.000er Auflage. Von 2001 bis 2003 produzierte die GWR-Redaktion gemeinsam mit Kriegsdienstverweigerern in der Türkei acht Ausgaben der Otkökü (türkisch: Graswurzel). Die zweisprachige, türkisch-deutsche Otkökü erschien vierteljährlich als Beilage der GWR und separat mit einer Auflage von jeweils bis zu 7000. Nachdem die in die Türkei geschickten Ausgaben dort beschlagnahmt wurden, beschränkte sich der Otkökü-Vertrieb auf Westeuropa.
„Nein zum Krieg!“-GWR-Extrablätter zum Jugoslawienkrieg 1999 erreichten Auflagen bis zu 35.000. Im Mai 2007 erschien das „NO WAR! NO G8!-Sturmwarnung“-Extrablatt der GWR mit einer Auflage von 20.000, im Mai 2011 wurden 30.000 Exemplare von "Abschalten! Sofort! Extrablatt und Beilage zu GWR 359" verteilt. Die höchste GWR-Auflage wurde mit einem GWR-„No WAR!“-Extrablatt im Vorfeld des 3. Golfkriegs 2003 erreicht: 55.000.
Abgesehen von Abonnements wird die GWR im Handverkauf bei Demonstrationen, Kundgebungen und anderen einschlägigen Veranstaltungen verkauft wie z. B. in der Schweiz auf der Libertären Buchmesse. Bundesweit ist sie auch in Bahnhofsbuchhandlungen, Buch- und Infoläden vertreten. In größeren Städten ist sie vereinzelt auch in manchen Filialen des normalen Zeitschriftenhandels oder an einigen Kiosken erhältlich.
Die Redaktion der GWR versteht sich als nicht hierarchisch strukturiertes Kollektiv von gleichberechtigten Mitarbeitern und hat dementsprechend auch keinen Chefredakteur. Viele GWR-Autoren veröffentlichen ihre Beiträge unter Pseudonym; – mit der Begründung, dass Inhalte Vorrang vor der (abgelehnten) Hervorhebung Einzelner und/oder deren möglicher Prominenz haben sollen.
Getragen wurde und wird die Zeitschrift Graswurzelrevolution von einem Netzwerk der seit Mitte/Ende der 1970er Jahre mit basisdemokratischem Anspruch gebildeten Gewaltfreien Aktionsgruppen (GAs), die vor allem während der 1980er Jahre durch spektakuläre Aktionen im Umfeld der Neuen sozialen Bewegungen öffentliche Aufmerksamkeit erregten. Dazu gehörten beispielsweise Bauplatzbesetzungen von geplanten Kernkraftwerken oder anderen umstrittenen Großprojekten, Sitzblockaden im Zusammenhang mit dem NATO-Doppelbeschluss oder Selbstankettungsaktionen vor militärischen Einrichtungen und Ähnliches mehr. Der Politikwissenschaftler Wolfram Beyer beschreibt, dass die Graswurzelrevolution für den deutschsprachigen Raum ein wichtiges Organ ist, weil die GWR "die Gewaltfreie Aktion aus dem wissenschaftlichen Bereich löst und konkrete gewaltfreie Aktionen publizistisch begleitet und auch zu gewaltfreien Kampagnen mobilisiert sowie vor allem auch zur Gruppenbildung und Organisation der gewaltfreien Aktionsgruppen einen Beitrag leistet".

## Jugendzeitung
Von 2007 bis Ende 2011 gab es zweimonatlich als Beilage insgesamt 21 Ausgaben der Jugendzeitung utopia – gewaltlos – herrschaftsfrei. Die Auflage der Utopia stieg von 10.000 auf 25.000 (Nr. 9, März 2009). Die Autoren schrieben ehrenamtlich und die Zeitung wurde kostenlos verteilt. Finanziert wurde die Zeitung durch Anzeigen und Spenden. Sie wurde an Gruppen und Einzelpersonen verschickt und auf Demonstrationen, an Schulen und Jugendzentren verteilt.

## Verfassungsschutzberichte 2006–2007
Die Graswurzelrevolution bzw. die Graswurzelbewegung wurde 2006 bis 2007 von verschiedenen Landesbehörden für Verfassungsschutz sowie dem Bundesamt für Verfassungsschutz in einigen Jahresberichten erwähnt und darin dem linksextremistischen Spektrum zugeordnet.
Der am 22. Mai 2006 vom Bundesinnenministerium vorgelegte „Verfassungsschutzbericht 2005“ widmete der Zeitschrift etwa eine halbe Seite im Abschnitt „Traditionelle Anarchisten“. Zur Begründung heißt es dort: „Klassische anarchistische Konzepte werden in Deutschland vor allem von Gruppierungen der ‚Graswurzelbewegung‘ und der anarcho-syndikalistischen Freie Arbeiterinnen- und Arbeiter-Union (FAU) als deutscher Sektion der ‚Internationalen Arbeiter Assoziation‘ (IAA) vertreten.“ Die Stärke der „Graswurzelbewegung“ veranschlagte der Bericht auf „etwa 200 in Aktionsgruppen, Trainingskollektiven und sonstigen Zirkeln zusammengeschlossenen Anhänger“. Zu ihren Aktionsformen gehöre „das Konzept des zivilen Ungehorsams mit bewussten Regelverletzungen“, weiter „Auch ‚gewaltfreien Widerstand‘, der zwar Sachbeschädigung, nicht aber Übergriffe auf Personen einschließt, halten sie für legitim.“ Frühere Berichte enthalten weitgehend gleichlautende Erwähnungen und Einschätzungen.
Während die Erwähnung in den Verfassungsschutz-Berichten von der Redaktion eher ironisch kommentiert wurde, löste die Titelgestaltung eines der VS-Berichte erheblichen Unmut aus, da das Emblem der Zeitschrift neben Symbolen neonazistischer Gruppierungen zu sehen war, worin eine unzulässige Gleichsetzung von Gewalt und Diktatur befürwortendem Rechtsradikalismus und gewaltfrei-anarchistischen Linken gesehen wurde.
Im August 2007 äußerte sich GWR-Redakteur Drücke in einem Interview in der Zeitschrift Jungle World zur erneuten Erwähnung der GWR im Verfassungsschutzbericht: „Schon die Stasi hat uns als kleinbürgerlich und pseudorevolutionär bezeichnet. (…) Man kann nachvollziehen, dass der Verfassungsschutz es nicht gut findet, dass wir mit gewaltfreien Mitteln den Staat bekämpfen wollen. Aber es ist ärgerlich. Allein durch die Erwähnung im Verfassungsschutzbericht werden Berufskarrieren zerstört. (…) Allein die Mitarbeit in einer anarchistischen Zeitung ist für den Staat schon Grund genug, Verdacht zu schöpfen.“

## Rezeption
Der Sozialwissenschaftler Ralf Vandamme charakterisiert die Graswurzelrevolution in seiner Dissertation Basisdemokratie als zivile Intervention als „das Hauptorgan basisdemokratisch organisierter Akteure“. Horst Stowasser schreibt: „Die Gruppierung, die die Herausbildung eines Wurzelwerks am konsequentesten vorangetrieben hat und zugleich der anarchistischen Ethik am nächsten kommt, ist die ‚Gewaltfreie Aktion‘. Nicht zufällig trägt ihre recht weit verbreitete Zeitung den Namen ‚Graswurzel-Revolution‘.“